# Renzo Rossellini (Produzent)

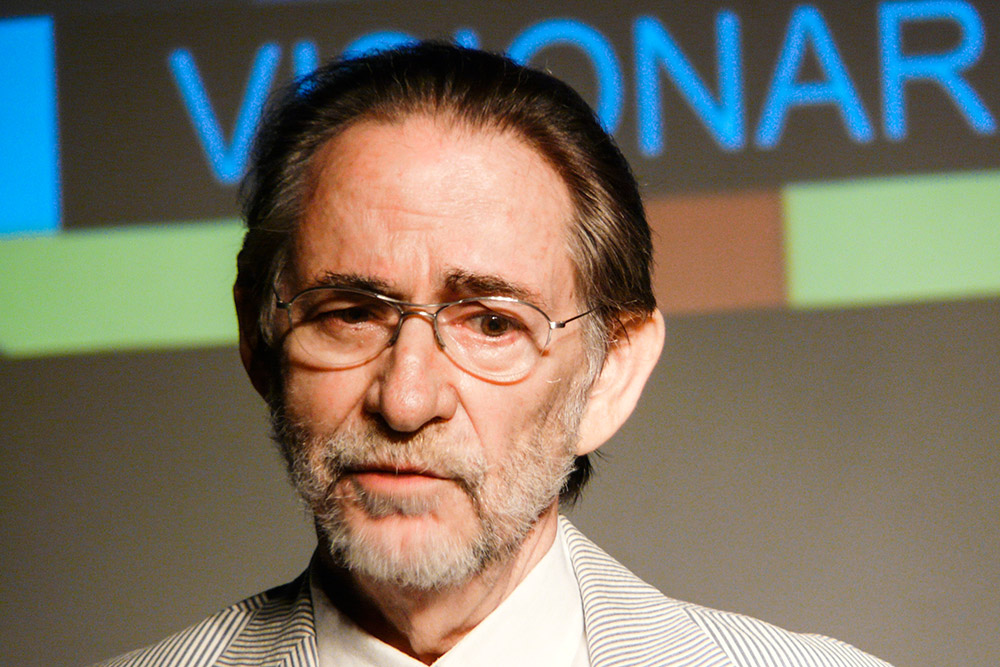
Renzo Rossellini, 2012

Renzo Paolo Rossellini (* 28. August 1941 in Rom) ist ein italienischer Filmproduzent.

## Leben
Der Sohn von Roberto Rossellini und Isabella De Marchis, der sich zur Unterscheidung von seinem Onkel meist Renzo jr. oder Renzino nannte, lebte in seinen Jugend-Jahren in Paris, wo er früh mit Joris Ivens zusammenarbeitete, an der Cinémathèque française mitwirkte und auch abseits der Filmwelt viele künstlerische Bekanntschaften schloss. Zurück in Paris, begann mit dem 1959 gedrehten Der falsche General eine bis 1963 währende Regieassistenz bei den Filmen seines Vaters. Mit der von Renzo Rossellini gegründeten Produktionsfirma „Orizzonte 2000“ schloss sich eine Phase mit Fernseh- und Lehrfilmen an; bei einigen der Dokumentationen führte er auch selbst Regie. (Bereits 1962 hatte er bei zwei Spielfilmen, die keinen großen Eindruck hinterließen, inszeniert.) 1967 drehte er für das amerikanische Fernsehen einen Dokumentarfilm über die Insel Sizilien.
Rossellinis filmisches Wirken verlagerte sich bald gänzlich auf die Produktion: Mit der Gesellschaft „San Diego“ kümmerte er sich ab 1968 um den Verleih lateinamerikanischer Filme in europäischen Ländern, mit der „Gaumont Italia“, deren Leiter er war, um die Produktion (durch die Subgesellschaft „Opera Film“), den Verleih und um technische Weiterentwicklungen. Daneben war er für die „Motion Pictures“ und die „Renzo Rossellini Production“ tätig.
Politisch engagierte er sich bei der Ospaal an der äußersten Linken und war einer der Gründer des Radio Città Futura. In den 2000er Jahren übersiedelte er nach einer Hochzeit nach Los Angeles und drehte den Dokumentarfilm Diritto di sognare 2006.
Später unterrichtete Rossellini an verschiedenen Hochschulen in Kuba, Rom und Santo Domingo.

## Filmografie (Auswahl)
Regie
- 1962: Liebe mit zwanzig (L'amore a vent'anni) (eine Episode)
- 1962: Il mondo sulle spiagge

Produktion
- 1969: Die Geschichte der Apostel (Atti degli apostoli)
- 1979: Don Giovanni
- 1979: Fellinis Stadt der Frauen (La città delle donne)
- 1980: Der Puppenspieler (Le Guignolo)
- 1981: Die Haut (La pelle)
- 1982: Flucht nach Varennes (La Nuit de Varennes)
- 1982: Querelle
- 1983: Das anonyme Bekenntnis (Benvenuta)
- 1983: Fellinis Schiff der Träume (E la nave va)
- 1983: Nostalghia (Ностальгия)
- 1984: Desiderio
- 1986: Il mistero del panino assassino

## Auszeichnungen
- 2023: Locarno Film Festival – Lifetime Achievement Award[3]